# Camilla Stephansen
Camilla Stephansen (født 24. september 1983), kommer fra Sønder Omme, er en dansk racerkører og uddannet dekoratør.
Camilla Stephansen blev i 2007 den første kvindelige og yngste kører i Danish Touringcar Championship (DTC). Lillebroderen, Joachim Stephansen kører international karting.